# Mitsubishi Space Wagon
Mitsubishi Space Wagon (i Japan Chariot eller Chariot Grandis) var en personbilsmodel fra den japanske bilfabrikant Mitsubishi Motors.
Den første generation kom på markedet i 1983 og grundlagde dermed den nye biltype MPV. Space Wagon var dermed forbillede for de et år senere introducerede MPV'er Renault Espace og Chrysler Voyager.
Efter den tredje generation blev Space Wagon-serien i slutningen af 2004 afløst af Mitsubishi Grandis.

## Space Wagon (type D00, 1983−1991)
Den første model af Space Wagon kom på markedet i september 1983 i versionen Mitsubishi Space Wagon 1800 GLX med en firecylindret rækkemotor på 1795 cm³ med 66 kW (90 hk), som trak forhjulene gennem en femtrins manuel gearkasse.
I 1985 blev eksteriøret lettere modificeret og en større motor tilføjet programmet: Space Wagon 2000 GLX havde et slagvolume på 1997 cm³ og 75 kW (102 hk). Et år senere kom dieselmodellen Space Wagon Turbo D med et slagvolume på 1796 cm³ og 55 kW (75 hk). Der fandtes også en katalysatorversion af 2,0-liters benzinmotoren, hvis effekt var reduceret til 62 kW (84 hk). Benzinmotoren kunne også fås med firehjulstræk og tretrins automatgear.
Indsprøjtningsudgaven af benzinmotoren, som fra 1988 blev udstyret med katalysator, hed Space Wagon 2000 GLXi og havde ved samme slagvolume 79 kW (107 hk), og afløste alle foregående versioner med benzinmotor.
I slutningen af 1991 blev produktionen indstillet.

### Tekniske data
|                                      | 2000 GLX kat.       | 2000 GLXi kat.                 | 1800 GLX TD         |
| Motordata                            |                     |                                |                     |
| Motortype                            | R4-benzinmotor      | R4-benzinmotor                 | R4-dieselmotor      |
| Antal ventiler pr. cylinder          | 2                   | 2                              | 2                   |
| Ventilstyring                        | OHC, tandrem        | OHC, tandrem                   | OHC, tandrem        |
| Fødesystem                           | Karburator          | Multipoint                     | Hvirvelkammer       |
| Trykladning                          | –                   | –                              | Turbolader          |
| Køling                               | Vandkøling          | Vandkøling                     | Vandkøling          |
| Boring × slaglængde                  | 85,0 × 88,0 mm      | 85,0 × 88,0 mm                 | 80,6 × 88,0 mm      |
| Slagvolume                           | 1997 cm³            | 1997 cm³                       | 1795 cm³            |
| Kompressionsforhold                  | 8,5:1               | 9,0:1                          | 21,5:1              |
| Maks. effekt ved omdr./min.          | 62 kW (84 hk) /5000 | 79 kW (107 hk) /5500           | 55 kW (75 hk) /4500 |
| Maks. drejningsmoment ved omdr./min. | 143 Nm /3500        | 159 Nm /4500                   | 137 Nm /3500        |
| Kraftoverførsel                      |                     |                                |                     |
| Drivende hjul (standardudstyr)       | Forhjul             | Forhjul                        | Forhjul             |
| Drivende hjul (ekstraudstyr)         | Alle                | Alle                           | –                   |
| Gearkasse (standardudstyr)           | 5-trins manuel      | 5-trins manuel                 | 5-trins manuel      |
| Gearkasse (ekstraudstyr)             | Automatisk          | Automatisk                     | –                   |
| Præstationer                         |                     |                                |                     |
| Topfart                              | 160 km/t [153 km/t] | 170 km/t (165 km/t) [165 km/t] | 150 km/t            |

1. ↑  Værdier i ( ) gælder for versioner med automatgear, og i [ ] for versioner med firehjulstræk.

## Space Wagon (type N30/N40, 1991−1998)
Den anden generation af Space Wagon kom på markedet i efteråret 1991 med et grundigt modificeret karrosseri og valg mellem to benzin- og én dieselmotor. Benzinmotorerne var en 1,8-litersmotor med 88 kW (120 hk) og en 2,0-litersmotor som svarede til forgængerens 75 kW (102 hk)-motor, men med 16 ventiler og 98 kW (133 hk). Begge varianter havde den samme motorkode (4G63).
Ligesom den første generation af Mitsubishi Pajero også blev solgt som Hyundai Galloper, blev anden generation af Space Wagon også bygget af Hyundai Precision & Industries Corporation på licens mellem 1995 og 2002 under navnet Hyundai Santamo.
Produktionen af anden generation af Space Wagon blev afsluttet i efteråret 1998.
- Bagfra
- Hyundai Santamo (1995−2002)
- Bagfra

### Sikkerhed
Det svenske forsikringsselskab Folksam vurderer flere forskellige bilmodeller ud fra oplysninger fra virkelige ulykker, hvorved risikoen for død eller invaliditet i tilfælde af en ulykke måles. I rapporterne er/var Space Wagon klassificeret som følger:
- 2001: Mindst 20% bedre end middelbilen[1]
- 2003: Mindst 30% bedre end middelbilen[2]
- 2005: Mindst 15% bedre end middelbilen[3]
- 2007: Som middelbilen (1992−1995) hhv. dårligere end middelbilen (1996−1998)[4]
- 2009: Som middelbilen[5]
- 2011: Som middelbilen[6]
- 2013: Mindst 40% dårligere end middelbilen[7]

### Tekniske data
|                                                | 1,8                                         | 2,0                   | 2,0 TD              |
| Motordata                                      |                                             |                       |                     |
| Motortype                                      | R4-benzinmotor                              | R4-benzinmotor        | R4-dieselmotor      |
| Antal ventiler pr. cylinder                    | 4                                           | 4                     | 2                   |
| Ventilstyring                                  | OHC, tandrem                                | DOHC, tandrem         | OHC, tandrem        |
| Fødesystem                                     | Multipoint                                  | Multipoint            | Hvirvelkammer       |
| Trykladning                                    | –                                           | –                     | Turbolader          |
| Køling                                         | Vandkøling                                  | Vandkøling            | Vandkøling          |
| Boring × slaglængde                            | 81,0 × 89,0 mm                              | 85,0 × 88,0 mm        | 82,7 × 93,0 mm      |
| Slagvolume                                     | 1834 cm³                                    | 1997 cm³              | 1998 cm³            |
| Kompressionsforhold                            | 9,5:1                                       | 10,0:1                | 22,4:1              |
| Maks. effekt ved omdr./min.                    | 88 kW (120 hk) /6000                        | 98 kW (133 hk) /6000  | 60 kW (82 hk) /4500 |
| Maks. drejningsmoment ved omdr./min.           | 159 Nm /4500                                | 176 Nm /4750          | 172 Nm /2500        |
| Kraftoverførsel                                |                                             |                       |                     |
| Drivende hjul (standardudstyr)                 | Forhjul                                     | Forhjul               | Forhjul             |
| Drivende hjul (ekstraudstyr)                   | Alle                                        | Alle                  | –                   |
| Gearkasse (standardudstyr)                     | 5-trins manuel                              | 5-trins manuel        | 5-trins manuel      |
| Gearkasse (ekstraudstyr)                       | 4-trins automatisk                          | 4-trins automatisk    | 4-trins automatisk  |
| Præstationer                                   |                                             |                       |                     |
| Topfart                                        | 180 km/t (170 km/t) [170 km/t]              | 185 km/t [170 km/t]   | 155 km/t            |
| Acceleration 0-100 km/t                        | 10,5 sek. (12,3 sek.) [11,4 sek.]           | 11,2 sek. [12,1 sek.] | 17,8 sek.           |
| Brændstofforbrug pr. 100 km ved blandet kørsel | 8,7 liter (9,0 liter) [9,8 liter] Blyfri 91 | 9,6 liter Blyfri 95   | 6,3 liter Diesel    |

1. ↑  Værdier i ( ) gælder for versioner med automatgear, og i [ ] for versioner med firehjulstræk.

## Space Wagon (type N50, 1998−2004)
Den tredje generation af Space Wagon kom på markedet i oktober 1998.
I starten fandtes den kun med en 2,4-liters GDI-motor med 110 kW (150 hk), som også fandtes med firehjulstræk. I 2002 kom der også en 2,0-litersmotor med 98 kW (133 hk). Fra 1999 til 2001 fandtes der også en 3,0-liters V6-motor med firehjulstræk og 158 kW (215 hk), som ligesom 2,4-litersmotoren havde direkte benzinindsprøjtning.
I slutningen af 2004 blev produktionen af Space Wagon-serien indstillet, og den blev afløst af Mitsubishi Grandis.

### Priser
Modellen blev som den første bilmodel valgt til Årets Varebil i Danmark 1999.

### Sikkerhed
Det svenske forsikringsselskab Folksam vurderer flere forskellige bilmodeller ud fra oplysninger fra virkelige ulykker, hvorved risikoen for død eller invaliditet i tilfælde af en ulykke måles. I rapporterne er/var Space Wagon klassificeret som følger:
- 2007: Som middelbilen[4]
- 2009: Som middelbilen[5]
- 2011: Som middelbilen[6]

### Tekniske data
|                                      | 2,0                  | 2,4 GDI                           | 2,4 GDI                           | 3,0 V6 GDI            |
| Byggeår                              | 4/2002−12/2004       | 10/1998−9/2000                    | 10/2000−12/2004                   | 1999−2001             |
| Motordata                            |                      |                                   |                                   |                       |
| Motortype                            | R4-benzinmotor       | R4-benzinmotor                    | R4-benzinmotor                    | V6-benzinmotor        |
| Antal ventiler pr. cylinder          | 4                    | 4                                 | 4                                 | 4                     |
| Ventilstyring                        | DOHC, tandrem        | DOHC, tandrem                     | DOHC, tandrem                     | 2 × DOHC, tandrem     |
| Fødesystem                           | Multipoint           | Direkte                           | Direkte                           | Direkte               |
| Trykladning                          | –                    | –                                 | –                                 | –                     |
| Køling                               | Vandkøling           | Vandkøling                        | Vandkøling                        | Vandkøling            |
| Boring × slaglængde                  | 85,0 × 88,0 mm       | 86,5 × 100,0 mm                   | 86,5 × 100,0 mm                   | 91,1 × 76,0 mm        |
| Slagvolume                           | 1997 cm³             | 2351 cm³                          | 2351 cm³                          | 2972 cm³              |
| Kompressionsforhold                  | 10,0:1               | 11,5:1                            | 11,5:1                            | 10,5:1                |
| Maks. effekt ved omdr./min.          | 98 kW (133 hk) /6000 | 110 kW (150 hk) /5500             | 108 kW (147 hk) /5500             | 158 kW (215 hk) /5500 |
| Maks. drejningsmoment ved omdr./min. | 175 Nm /4500         | 225 Nm /3500                      | 211 Nm /3500                      | 299 Nm /3250          |
| Kraftoverførsel                      |                      |                                   |                                   |                       |
| Drivende hjul (standardudstyr)       | Forhjul              | Forhjul                           | Forhjul                           | Alle                  |
| Drivende hjul (ekstraudstyr)         | Alle                 | Alle                              | Alle                              | –                     |
| Gearkasse (standardudstyr)           | 5-trins manuel       | 5-trins manuel                    | 5-trins manuel                    | 4-trins automatisk    |
| Gearkasse (ekstraudstyr)             | –                    | 4-trins automatisk                | 4-trins automatisk                | –                     |
| Præstationer                         |                      |                                   |                                   |                       |
| Topfart                              | 180 km/t             | 190 km/t (180 km/t) [185 km/t]    | 190 km/t (180 km/t) [185 km/t]    |                       |
| Acceleration 0-100 km/t              | 12,0 sek.            | 10,7 sek. (13,0 sek.) [11,8 sek.] | 11,4 sek. (13,1 sek.) [12,4 sek.] |                       |
| Bemærkninger                         |                      |                                   |                                   |                       |
|                                      |                      | Ikke egnet til E10-brændstof      |                                   |                       |

1. ↑  Værdier i ( ) gælder for versioner med automatgear, og i [ ] for versioner med firehjulstræk.